# Macrobrachium lucifugum
Macrobrachium lucifugum is een garnalensoort uit de familie van de Palaemonidae. De wetenschappelijke naam van de soort is voor het eerst geldig gepubliceerd in 1974 door Holthuis.